# 普斯科夫共和國
普斯科夫共和國是中世纪时期在普斯科夫湖南岸建立的国家，起初为公国，后成为诺夫哥罗德共和国的一部分，1348年成为独立共和国，其领土范围大致和今俄罗斯普斯科夫州相同，首都为普斯科夫。1510年被瓦西里三世统治的莫斯科大公国吞并。